# Schaho
Der Schāho (persisch شاهو) ist ein Berg mit einer Höhe von 3390 m im kurdischen Teil des iranischen Zagrosgebirges in der Landschaft Hawraman, Kurdistan. In seiner Nähe liegen Dörfer wie Hadschidsch, Pir-Schaliar und Houraman-Tacht.